# Спирална галактика
Спиралните галактики са съставени от ядро и спирални ръкави. В нормалните спирални галактики, ръкавите започват от самото ядро. При друг вид спирални галактики ръкавите не започват от ядрото, а от пресичащата го ивица. Те се наричат пресечни спирални галактики. Един от трите основни типа галактики според Едуин Хъбъл, наред с елиптичните и неправилните.

## Компоненти на спиралната галактика
Най-общо казано, два са основните компонента на спиралната галактика:
- ядро, населено от стари звезди, придаващи му червен цвят, и
- система от спирални ръкави, лежащи в една равнина, поне два, и населени с млади звезди, придаващи на ръкавите характерен син цвят.

Характеристичният ъгъл е ъгълът между допирателната към най-изпъкналата част на спиралния ръкав и правата, свързваща тази най-изпъкнала точка с центъра на ядрото. Той варира между 0° и 90°. Когато ъгълът е 90°, спиралата се изражда в окръжност, а колкото по-малък е този ъгъл, толкова по-разгънат е спиралният ръкав.

## Нормални и пресечени спирални галактики
Спиралните галактики биват два вида в зависимост от това от къде излизат ръкавите на галактиката. Ако те излизат директно от ядрото – това са нормалните спирални галактики. Ако, обаче, ядрото е пресечено от малък ярък плосък диск, от краищата на който започват ръкавите, говорим за пресечена спирална галактика. Нормалните спирални галактики се обозначават с S, а пресечените – с SB. И двата класа галактики се разделят на по три под класа в зависимост от следните характеристики:
- големина на ядрото;
- дебелина на ръкавите;
- степен на развитост на ръкавите;
- характеристичен ъгъл.

Тези три подкласа се обозначават с малките латински букви а, b и c след съответния си клас S или SB. Съществува и още един клас S0 на т.нар. лещовидни галактики, който представлява свързващото звено между елиптичните и спиралните галактики.
Светимостта, размерите, спектрите и разпределението на пресечените спирални галактики изглежда неразличимо от тези на нормалните такива. Подкласовете им съществуват паралелно с подкласовете на нормалните, като дори критериите за разпределението в класове Sba, SBb и SBc са еднакви с тези за нормалните спирални галактики.